# Yosef Paritzky
Yosef Yitzhak Paritzky (en hebreo: יוסף יפ פריצקי) (14 de septiembre de 1955-5 de octubre de 2021) fue un abogado, político y columnista israelí.

## Biografía
Nacido y criado en el barrio de Beit HaKerem en Jerusalén, Paritzky estudió derecho en la Universidad Hebrea de Jerusalén, donde obtuvo una LL.B., y continuó trabajando como abogado. Es abogado tanto en Israel como en Nueva York.
Fue  conocido como un liberal secular que abogaba por la Separación Iglesia-Estado en Israel. Formó la asociación Am Hofshi (Pueblo Libre) y fue su presidente. Debido a sus actividades se le ofreció un asiento en la lista de Shinui antes de las elecciones de 1999.
Después de ganar un asiento del Knesset en las elecciones, Paritzky sirvió como miembro del comité de finanzas. Fue reelegido en 2003 y fue nombrado Ministro de Infraestructura Nacional y Energía en el gobierno de Ariel Sharon. Paritzky estableció el sistema de gas natural en Israel y también llevó a cambios dramáticos en la electricidad y los campos de agua. Fue el primero en sugerir un "túnel submarino de infraestructura" entre Turquía e Israel y dio licencias a las primeras centrales eléctricas privadas en Israel.
Sin embargo, tuvo que dejar su posición en el gobierno en julio de 2004, debido a la demanda de Tommy Lapid, jefe de Shinui, con quien Paritzky tuvo una disputa larga y amarga. Se publicaron cintas de Paritzky en las que se escuchó al parecer tratando de atrapar a Avraham Poraz, el subdirector del partido, en hechos ilícitos. Las acciones de Paritzky fueron investigadas por la policía, pero no se presentaron acusaciones porque la policía y el fiscal general no encontraron pruebas de ningún acto criminal.
Shinui, liderado por Lapid y Poraz, intentó que Paritzky fuera expulsado del Knesset y lo reemplazara con otro M. K. de Shinui. Sin embargo, el Comité de la Casa del Knesset rechazó este intento y lo permitió conservar su asiento. Paritzky anunció y se formó su propio partido, Tzalash, y se presentó en las elecciones de 2006, diciendo que su objetivo era que Shinui "no alcanzara el número mínimo de votos necesarios para entrar en la Knesset". A pesar de que la facción recibió 600 000 shekels en fondos electorales, Tzalash no participó en las elecciones de 2006.
A pesar del desaparecimiento de Tzalash, dos de los objetivos de Paritzky fueron hechos: Poraz fue derrotado en las elecciones primarias de Shinui en enero de 2006, con Paritzky diciendo que Poraz y el líder del partido Tommy Lapid "deberían haber sido enviados a casa hace mucho tiempo". Además, en las elecciones, el nuevo partido de Poraz, Hetz, y Shinui ambos no consiguieron ningún escaño.